# 威廉·格哈德·瓦爾佩斯
威廉·格哈德·瓦爾佩斯（德語：Wilhelm Gerhard Walpers，1816年12月26日—1853年6月18日）是一位德國植物學家。
瓦爾佩斯於1816年12月26日出生於米爾豪森，就讀格來斯瓦德大學及弗羅茨瓦夫大學，於1848年於柏林取得大學教授資格，於1853年6月18日舉槍自盡死亡。

## 著作
- Repertorium botanices systematicæ (six volumes, 1842–1847).[4]
- Walpers, Wilhelm Gerhard. . Leipzig. 1848–1868  [12 March 2016]. （原始内容存档于2022-04-16） （拉丁语）.